# Julija Pakhalina
Julija Vladimirovna Pakhalina (russisk: Ю́лия Влади́мировна Паха́лина, tr. Júlija Vladímirovna Pakhálina;  født 12. september 1977 i Pensa, Sovjetunionen) er en russisk udspringer. Hun deltog for første gang i Sommer-OL 2000 i Sydney og vandt guld i synkront udspring på 3 m vippen. 
I Sommer-OL 2004 vandt hun sølv på synkront udspring fra 3 m vippen og bronze på 3 m vippen individuelt.
I Sommer-OL 2008 vandt hun 2 sølvmedaljer i samme discipliner.